# Mikrochip

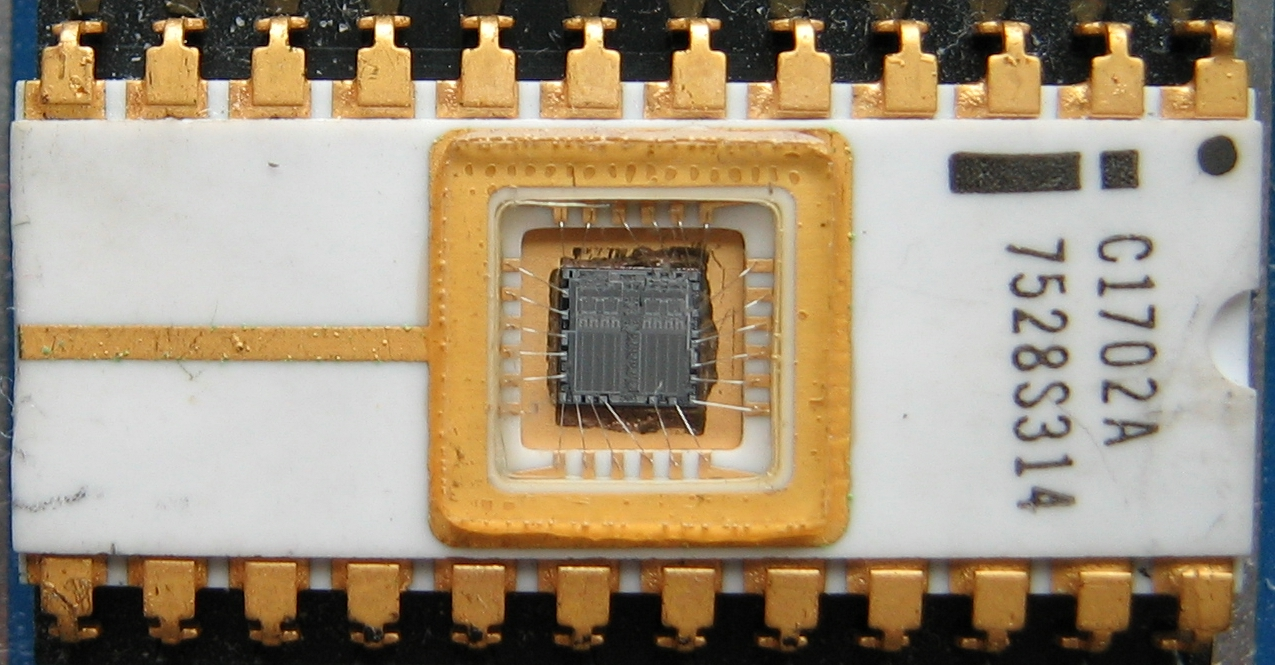
Ett microchipp (den lilla brickan i mitten) i en integrerad krets. Chippet är anslutet via ledningar till inkapslingen som i sin tur drar anslutningarna vidare till två rader av ben på kretsen.

Ett chipp (rekommenderat namn enligt Svenska datatermgruppen på TNC), chip eller mikrochip är en platta, vanligtvis gjord i kisel, innehållande en elektrisk krets. En sådan kiselplatta kan innehålla allt från en enstaka transistor till ett fullständigt datorsystem bestående av miljarder transistorer.
Ett chipp tillverkas genom att olika lager av ledande och halvledande material etsas på kiselytan. För tillverkningen behövs bland annat volfram.
Vanligen förpackas chippet i en benförsedd krets för att möjliggöra lödning på ett kretskort. En sådan integrerad krets kallas år 2017 i vardagligt tal ofta för ett chipp, som en pars pro toto.